# Pooncarie
Pooncarie est un village australien situé dans la zone d'administration locale de Wentworth, en Nouvelle-Galles du Sud.

## Géographie
Pooncarie est établi sur la rive orientale du Darling, au sud-ouest de la Nouvelle-Galles du Sud, entre Menindee au nord et Wentworth à 120 km au sud, à 1 150 km de Sydney.

## Histoire
Pooncarie portait le nom de Bilbarka lors de l'expédition de Burke et Wills et a pris son nom actuel en 1863.

## Démographie
En 2021, la population s'élevait à 226 habitants.